# Pierre de Foix
Pierre de Foix (ur. 1386 – zm. 13 grudnia 1464 w Awinionie) – francuski kardynał.

## Życiorys
Pochodził z rodziny hrabiów Foix i Carcassonne. Studiował w Tuluzie i wstąpił do zakonu franciszkanów. Jego młodość przypadała na okres wielkiej schizmy zachodniej. Pierre de Foix popierał początkowo antypapieża Benedykta XIII z obediencji "awiniońskiej", jednak w 1409 przyłączył się do obediencji wybranego na Soborze w Pizie antypapieża Aleksandra V. Obaj pretendenci do papieskiego tronu nadali mu biskupstwo w Lescar (Aleksander V 23 października 1409, a Benedykt XIII 5 lutego 1410), ale cztery lata później Benedykt XIII zagroził mu depozycją. W 1414 Jan XXIII (następca Aleksandra V) mianował go kardynałem prezbiterem Santo Stefano al Monte Celio. Od lutego 1416 Pierre de Foix uczestniczył w obradach kończącego schizmę Soboru w Konstancji i uczestniczył w konklawe, które wybrało Marcina V. Za jego pontyfikatu działał głównie jako legat papieski w Aragonii, gdzie doprowadził do załagodzenia konfliktu króla Alfonsa V z papieżem oraz abdykacji antypapieża Klemensa VIII (1429). Nie uczestniczył w pięciu następnych konklawe w latach 1431, 1447, 1455, 1458 i 1464. Od 1430 aż do śmierci sprawował funkcję papieskiego legata w Awinionie i gubernatora Komturii Wenassyjskiej. 14 marca 1431 został kardynałem biskupem Albano i od 1445 (z przerwą 1449-51) był nominalnym dziekanem Świętego Kolegium.
Będąc kardynałem Pierre de Foix zarządzał wieloma diecezjami jako administrator lub komendatariusz: Lescar (1409-22 i ponownie 1433-64), Comminges (1422-51), Lombes (1425), Mirepoix (1432-33), Arles (1450-63), Dax (1451-59), Aix (1463-64) i Tarbes (1463-64).
Pierre de Foix zmarł w Awinionie w wieku 78 lat jako ostatni z kardynałów mianowanych w okresie Wielkiej schizmy zachodniej.